# William Adam (arkitekt)
William Adam, född 1689, död 24 juni 1748, var en skotsk arkitekt. Han var far till arkitekterna Robert, James och John Adam.
Han utvecklade en personlig barockstil med inslag av palladianism. Han var det tidiga 1700-talets ledande arkitekt i Skottland och har bland annat ritat Hopetoun House, färdigställt 1721–1748.